# Benice (Slowakije)
Benice (Hongaars: Benefalva) is een Slowaakse gemeente in de regio Žilina, en maakt deel uit van het district Martin.
Benice telt 311 inwoners.